# Kusznur (Mari El)
Kusznur (ros. Кушнур) – wieś (dieriewnia) w Rosji, w Mari El, w rejonie zwienigowskim. W 2021 liczyła 191 mieszkańców.